# 499年
| 千纪： | 1千纪                                                                                           |
| 世纪： | 4世纪 \| 5世纪 \| 6世纪                                                                         |
| 年代： | 460年代 \| 470年代 \| 480年代 \| 490年代 \| 500年代 \| 510年代 \| 520年代                       |
| 年份： | 494年 \| 495年 \| 496年 \| 497年 \| 498年 \| 499年 \| 500年 \| 501年 \| 502年 \| 503年 \| 504年 |
| 纪年： | 己卯年（兔年）；北魏太和二十三年；柔然太安八年；南朝齐永元元年                                  |

## 逝世
- 拓跋宏，北魏第六位皇帝（467年出生，32岁）